# Frare de Nova Caledònia
El frare de Nova Caledònia (Philemon diemenensis) és un ocell de la família dels melifàgids (Meliphagidae).

## Hàbitat i distribució
Habita boscos, camp obert i medi urbà a Nova Caledònia, Maré i Lifu, a les illes de la Lleialtat.